# Долгушино
Долгу́шино (рос. Долгушино) — село у складі Вікуловського району Тюменської області, Росія.
Населення — 129 осіб (2010, 140 у 2002).
Національний склад станом на 2002 рік:
- росіяни — 95 %